# Hålligång
Hålligång var en revy i två akter, skriven av Hans Alfredson och Tage Danielsson, tillsammans kallade Hasse och Tage. Revyn hade premiär på restaurangen Berns salonger i Stockholm den 4 mars 1963, i samband med att Berns firade sitt 100-årsjubileum..
Medverkade gjorde bland andra  Lasse O'Månsson, Monica Zetterlund, Toots Thielemans, Lissi Alandh och Gunnar Svenssons orkester. Revyn innehöll bland annat sketchen Notan (med sin slutpoäng "Det är din krona, det står Gustaf på den"). Lasse O'Månsson och  Lissi Alandh uppförde sketchen I affären, där en blyg kund försökte köpa kondomer. Tage Danielsson framförde Kärlek har ändrat karaktär och Toots Thielemans framförde sin melodi Bluesette. Monica Zetterlund sjöng Sälj inget brännvin till pappa. Hasse Alfredson anspelade på inledningen till August Strindbergs Röda rummet i numret Strindberg slår till igen
Dekoren var gjord av Lars Jonsson och glaskonstnären Erik Höglund vid Boda glasbruk. Monica Zetterlund ersattes under två kvällar av Cilla Ingvar. Orsaken var att hon då representerade Sverige i Melodifestivalen som avgjordes i London.
Under september 1963, med premiär den 6 september, spelades uppsättningen på Lorensbergs Cirkus i Göteborg, då kompletterad med några nummer från revyn Konstgjorda Pompe. Då ersattes Toots Thielemans av Sonya Hedenbratt. Dessutom framfördes en specialföreställning på Johanneshovs isstadion i Stockholm på Barnens dag, den 6 november 1963.
Revyn spelades inte in för TV, men några nummer framfördes i TV-programmet Svenska nöjen år 1967. En EP- och en LP-skiva med material från revyn gavs ut i november 1963.